# Maryam d'Abo
Maryam d'Abo (Londres, 27 de dezembro de 1960) é uma atriz britânica de cinema e televisão.
Maryam cresceu em Paris e Genebra e estudou no London’s Drama Centre, enquanto fazia comerciais de televisão como modelo. Estreou nas telas em 1983, num filme de baixo orçamento de terror e ficção científica, X-Tro, mas conheceu o sucesso e a popularidade mundial como Kara Milovy, a doce e vulnerável violoncelista tcheca do primeiro filme de Timothy Dalton como James Bond, The Living Daylights, em 1987.
Depois disso, entretanto, a carreira de Maryam como atriz ficou limitada à participação em filmes de pouca expressão e baixo orçamento e em papéis secundários em seriados da televisão britânica.
Em 2002, ela foi co-autora do livro Bond Girls Are Forever, um tributo ao clube exclusivo de mulheres que já foram bond girls no cinema e que serviu da base a um documentário em DVD, onde ela aparece em entrevistas junto a outras bond girls famosas, como Ursula Andress, cuja foto como Honey Ryder em Dr. No emoldura a capa do livro. O documentário foi atualizado em 2006 para incluir Eva Green e Catarina Murino, bond girls de 007 Cassino Royale e lançado como bônus, junto com o DVD do filme, em março de 2007.
D'Abo casou-se em 2003 com o cineasta britânico Hugh Hudson, diretor de Carruagens de Fogo e Greystoke, a Lenda de Tarzan.